# Emanuele Narducci
Emanuele Narducci (Firenze, 31 maggio 1950 – Firenze, 17 giugno 2007) è stato un latinista, critico letterario e traduttore italiano.

## Biografia
Allievo di Antonio La Penna, si formò presso l'Università degli Studi di Firenze e la Scuola Normale Superiore di Pisa; professore ordinario di Letteratura latina dal 1986, insegnò prima presso la Facoltà di Magistero di Trieste e dal 1989 presso la Facoltà di Lettere dell'Università di Firenze.
Fu uno dei massimi interpreti di Cicerone, autore al quale dedicò fondamentali studi tra cui: Cicerone e l'eloquenza romana (2004); Introduzione a Cicerone (2005: nuova edizione aggiornata); Cicerone e i suoi interpreti: studi sull'opera e la fortuna (2004).
Un altro autore che studiò con contributi rilevanti è Lucano, prima col volume La provvidenza crudele. Lucano e la distruzione dei miti augustei 1979 e poi col più recente Lucano: un'epica contro l'impero (2002); fu inoltre coautore della Letteratura latina, coordinata da Mario Citroni.
Emanuele Narducci seppe fondere nel suo metodo di indagine la passione per i grandi temi politici e culturali con un'attenta e rigorosa lettura critica dei testi, sempre sorretta da un'ampia visione storica e da una profonda sensibilità letteraria, che lo portarono a cogliere la pregnanza profonda dei diversi riferimenti degli autori oggetto di studio; l'analisi dei fenomeni letterari si sapeva inserire nel quadro più ampio di una ricostruzione culturale che si avvaleva anche dell'apporto ricavato dagli studi di discipline modernistiche, senza per questo cedere al gusto di spericolate attualizzazioni.
Cultore di storia degli studi e autore di importanti contributi relativi alla Fortuna dell'Antichità nella cultura moderna, affiancò all'attività di studioso l'organizzazione di importanti incontri di studio, centrati su tematiche di ampio respiro e rivolte a un pubblico vasto: fu responsabile scientifico del Symposium Ciceronianum Arpinas, l'incontro di studio su Cicerone che affianca il celebre Certamen Ciceronianum Arpinas che annualmente si tiene nel mese di maggio nella località laziale patria dell'oratore latino, e fu, dalla fondazione nel 2004, coordinatore del Centro di Studi sulla Fortuna dell'Antico di Sestri Levante.
Nel 2009 uscì postumo per i tipi Laterza il suo ultimo e più ambizioso lavoro Cicerone. La parola e la politica, sentito ritratto politico ed intellettuale dell'oratore arpinate.

## Principali opere
Tra le maggiori opere di Emanuele Narducci si ricordano:
- Cicerone. La parola e la politica, Roma-Bari, Laterza, 2009 (postumo)
- Introduzione a Cicerone, Roma-Bari, Laterza, 2005 (seconda edizione riveduta ed aggiornata)
- Cicerone e i suoi interpreti. Studi sull'opera e la fortuna, Pisa, ETS, 2004
- La gallina Cicerone. Carlo Emilio Gadda e gli scrittori antichi, Firenze, Olschki, 2003
- Lucano. Un'epica contro l'impero, Roma-Bari, Laterza, 2002
- Cicerone e l'eloquenza romana, Roma-Bari, Laterza, 1997
- Processo ai politici nella Roma antica, Roma-Bari, Laterza, 1995
- Annibale. La parabola di un condottiero, Milano, Giunti Editore, 1990
- La provvidenza crudele. Lucano e la distruzione dei miti augustei, Pisa, Giardini, 1979

Ha curato l'introduzione di numerose orazioni ed opere filosofiche di Cicerone per l'editore Rizzoli, tutte pubblicate nella collana dei classici BUR. Tra queste si ricordano: Lettere ai familiari, Il poeta Archia, Le Tuscolane, L'amicizia, La vecchiezza, Dell'oratore, Per Marco Celio e I doveri.

Sempre per i tipi BUR ha introdotto e tradotto La casa e Bruto di Cicerone.

Per l'editore Mondadori, nella collana dei classici, ha inoltre introdotto La Natura delle cose di Tito Lucrezio Caro.